# Xã Buckingham, Quận Tama, Iowa
Xã Buckingham (tiếng Anh: Buckingham Township) là một xã thuộc quận Tama, tiểu bang Iowa, Hoa Kỳ. Năm 2010, dân số của xã này là 295 người.